# Carter Ridge
Carter Ridge ist ein 18 km langer und hoch aufragender Gebirgskamm in den Victory Mountains im ostantarktischen Viktorialand. Er ragt zwischen dem Coral-Sea-Gletscher und dem Elder-Gletscher auf.
Kartiert wurde er von Teilnehmern einer von 1957 bis 1958 dauernden Kampagne der New Zealand Geological Survey Antarctic Expedition sowie vom United States Geological Survey zwischen 1960 und 1962. Das Advisory Committee on Antarctic Names benannte ihn 1973 nach dem US-amerikanischen Biochemiker Herbert Edmund Carter (1910–2007), Vorstand des National Science Board von 1970 bis 1972.